# Außerordentliche Wahl zum Senat der Vereinigten Staaten in New York 2010
Die außerordentliche Wahl des Senatssitzes der Klasse I im US-Bundesstaat New York fand am 2. November 2010 statt.
Kirsten Gillibrand gewann die Wahl und ist damit eine von zwei Senatoren im Senat der Vereinigten Staaten für New York.

## Hintergrund
New Yorks Senatssitz der Klasse I wurde bei der Wahl des US-Senats 2006 von Hillary Clinton gewonnen und ihr bis zum Jahr 2013 übertragen. Clinton wurde jedoch am 21. Januar 2009 zur Außenministerin der Vereinigten Staaten ernannt und musste gemäß Artikel I Abschnitt 6 der Verfassung der Vereinigten Staaten aus dem Senat ausscheiden, um das Amt übernehmen zu können.
Der demokratische Gouverneur New Yorks, David Paterson, ernannte daraufhin bis zur außerordentlichen Wahl eines Nachfolgers die Demokratin Kirsten Gillibrand zur Nachfolgerin im US-Senat.

## Ergebnis
Bei der Sonderwahl („special election“) am 2. November 2010 entfielen 62 % auf die demokratische Amtsinhaberin Kirsten Gillibrand, 35,8 % auf den republikanischen Kandidaten Joseph J. DioGuardi.